# Ahmedabad Cantonment
Ahmedabad Cantonment is een kantonnement in het district Ahmedabad van de Indiase staat Gujarat. 

## Demografie
Volgens de Indiase volkstelling van 2001 wonen er 14.713 mensen in Ahmedabad Cantonment, waarvan 60% mannelijk en 40% vrouwelijk is. De plaats heeft een alfabetiseringsgraad van 81%. 